# ریم صالح الریاشی
ریم صالح الریاشی (به انگلیسی: Reem Riyashi)، یک زن استشهادی فلسطینی بود که در یک عملیات استشهادی در اسرائیل کشته شد.
وی متولد ۱۹۸۲ بود. در تاریخ ۴ ژانویه ۲۰۰۴، با اجرای عملیات استشهادی در یک پاسگاه مرزی، ۲ سرباز نیروهای دفاعی اسرائیل، یک پلیس اسرائیلی و یک شهروند غیرنظامی اسرائیلی را کشت و همچنین ۴ فلسطینی را زخمی کرده، و خودش هم کشته‌شد.
وی یک پسر ۳ ساله و دختر ۱۸ ماهه از خود به‌جای گذاشت.